# Burkhard David Mauchart

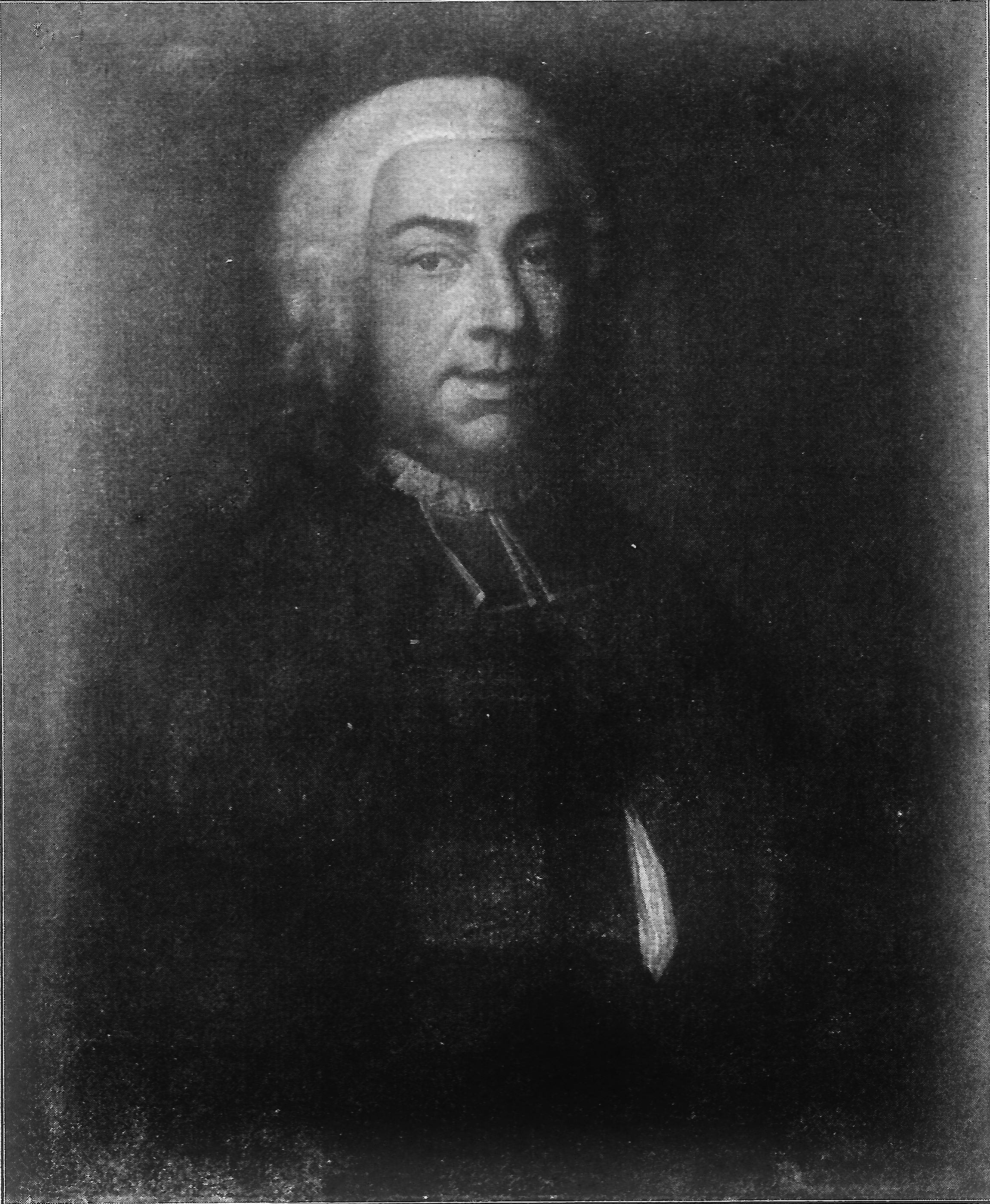
Burkhard David Mauchart (1746), Gemälde von Wolfgang Dietrich Majer in der Tübinger Professorengalerie

Burkhard David Mauchart (auch Burcard, Burkhart, Burchard David Mauchart, * 19. April 1696 in Marbach am Neckar; † 11. April 1751 in Tübingen) war ein württembergischer Mediziner.

## Leben und Wirken
Burkhard David Mauchart war der Sohn des Marbacher Physikus Johann David Mauchart, Schwiegersohn der Mediziner Johannes Burckard Mögling und Johann Gottfried Zeller. Er war ein Schwiegervater von Gottfried Daniel Hoffmann und Onkel von Burkhard Friedrich Mauchart.
Er erlernte die (niedere) Chirurgie von seinem Vater und ging 1712 an die Universität Tübingen. Nach dem Einführungsstudium studierte er von 1715 bis 1717 Medizin. Anschließend weilte er 1718–1719 in  Altdorf, 1720 in Straßburg und 1720–1721 in Paris. 1721 kehrte er nach Württemberg zurück. In den Jahren 1715–1721 führte er ein Stammbuch, das seine Jugendbekanntschaften dokumentiert. 1722 heiratete er Beate Mögling (1694–1722), die aber bereits kurz danach kinderlos starb. Er wurde 1722 in Tübingen zum Lic. med. promoviert und wurde Hofmedikus in Stuttgart. Dort heiratete er in zweiter Ehe Anna Maria, verwitwete Pfeil (1699–1773), mit der er sieben Kinder hatte. 1725 bekam er durch die Vermittlung Johann Gottfried Zellers eine Stelle als außerordentlicher Professor.
Wegen des fehlenden Einverständnisses durch den Fakultätsrat wohnte er trotz der formellen Ernennung durch den Herzog im Jahr 1726 weiterhin in Stuttgart und kam seiner Lehrverpflichtung erst ab 1728 von dort aus wahr. Er wurde am 8. Dezember 1729 zum Dr. med. promoviert und wurde 1731 zum königlichen Hofrat und Leibmedikus ernannt. Am 12. November 1734 wurde Burchard David Mauchart mit dem Beinamen Plistonicus II. (sein Vater hatte den Beinamen Plistonicus I.) als Mitglied (Matrikel-Nr. 444) in die Leopoldina aufgenommen. Nach Johann Zellers Tod bekam er als dessen Nachfolger das Ordinariat, wohnte aber weiterhin in Stuttgart und gab bis 1735 meist keine Vorlesungen, sondern begleitete z. B. Herzog Karl Alexander bei einem Feldzug an den Oberrhein, wo württembergische Truppen im Rahmen des polnischen Thronfolgekriegs eingesetzt wurden. 1735 zog er nach Tübingen um und kam seinen Lehrverpflichtungen nach. Von November 1735 bis Mai 1736, von November 1742 bis Mai 1743 und noch mal von November 1749 bis Mai 1750 war er Rektor der Universität Tübingen.
Er unterrichtete über Anatomie, Physiologie, Pathologie und Chirurgie, und war insbesondere an der Augenheilkunde interessiert. Er hat das Auge nicht nur anatomisch grundlegend erforscht und vermessen, sondern war ein angesehener Ophthalmologe. Dabei nutzte er für seinen Unterricht die wachsende Sammlung von Feucht- und Trockenpräparaten der Tübinger Universität, die es damals neben der Sammlung von Missbildungen bereits gab. Er starb an einem schweren Asthmaanfall.
Seine Nachfolge in Tübingen trat Daniel Hoffmann, Vater seines Schwiegersohns, an.